# Terapia fotodinâmica

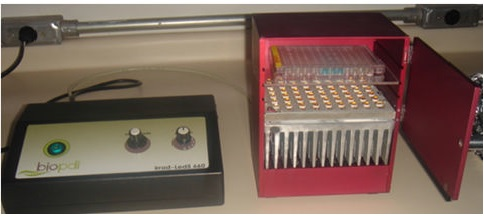

A Terapia fotodinâmica (TFD) (em inglês: Photodynamic Therapy ou PDT) é uma reação fotoquímica associada a uma substância fotossensibilizante, uma fonte de luz e oxigênio.
As primeiras aplicações da TFD foram realizadas pelo grupo de Von Tappeiner em 1903 empregando a eosina como fotossensibilizador no tratamento de câncer cutâneo. A TFD esta sendo utilizada no tratamento de aterosclerose, inativação de bactéria e vírus e tumores.

Existem diversos tipos de fotossensibilizadores e a escolha vai depender do tipo de tecido que será tratado.

## Funcionamento
Quando à administração tópica ou sistêmica de um agente fotossensibilizador (FS) não tóxico, seguido da irradiação num comprimento de onda adequado. O FS reage com as moléculas de oxigênio da célula, levando a produção de radicais livres, ou transferência de energia ou oxigênio, levando a produção de oxigênio singleto, causando desordem na parede celular e danos no DNA induzindo a morte celular e destruição do tecido doente.

## Fotossensibilizadores (FS)
Existem diversos tipos de FS, mas os mais utilizados são as classes das porfirinas, clorinas e ftalocianinas.

### Porfirinas
AS Porfirinas são formadas por heterociclos aromáticos contendo quatro unidades pirrólicas, ligados entre si por quatro pontes metil. Os mais utilizados são Photofrin® (EUA), Photogem® (Rússia) e o Photosan® ( Alemanha).

### Clorinas
As Clorinas tem uma das ligações duplas no macrociclo do pirrol hidrogenada e apresentam absorções intensas na região entre 630 – 690 nm, na qual são conhecidos como fotossensibilizador de segunda geração. Os mais utilizados são Foscan®, LS11® e Photochlor®.

### Ftalocianinas
AS Ftalocianinas pertencem a uma classe de compostos aromáticos constituídos por 4 unidades isoindolicas unidas por átomos de hidrogênio. São utilizados os Photosens®, Ftalocianina de Silicio (Pc4) e Ftalocianina de zinco (CGP55847).

## Utilização
A PDT tem se destacado como uma das mais importantes técnicas utilizadas no combate de doenças neoplásicas, degeneração macular da retina, psoríase, arteriosclerose, doenças virais (herpes), doenças bacterianas, micoses, tratamentos odontológicos e dermatológicos (acne).